# Chilopselaphus albella
Chilopselaphus albella är en fjärilsart som beskrevs av Hans Georg Amsel 1935. Chilopselaphus albella ingår i släktet Chilopselaphus och familjen stävmalar. Inga underarter finns listade i Catalogue of Life.